# Remorquage d'iceberg
Pour les articles homonymes, voir Iceberg (homonymie).

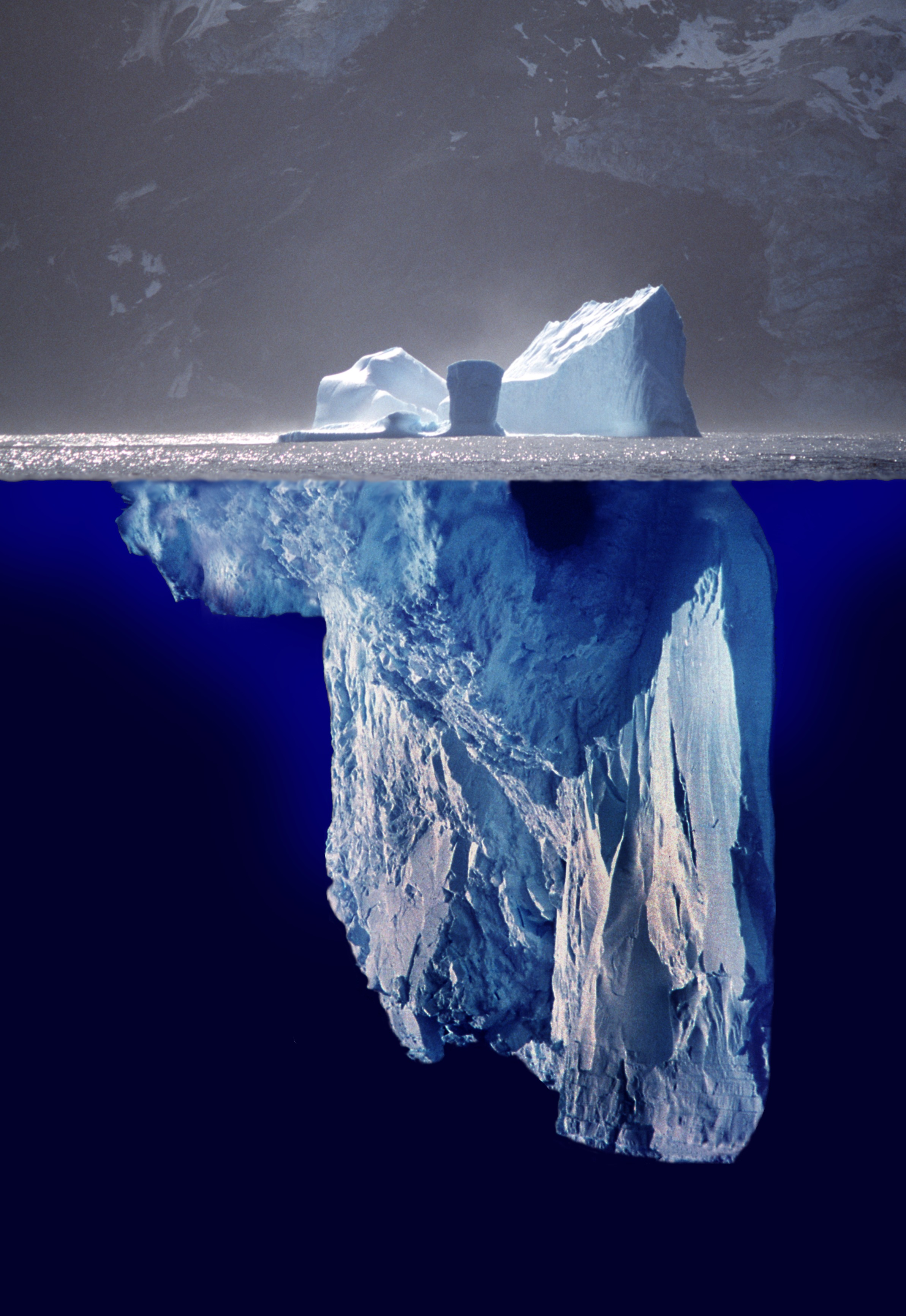
Iceberg dans sa globalité (photomontage)

Le remorquage d'icebergs (en anglais : towing icebergs) est un projet et une technique de remorquage d’icebergs afin de s'approvisionner en eau douce ou bien de préserver les installations offshore d’un risque de collision.

## Disponibilité en eau douce

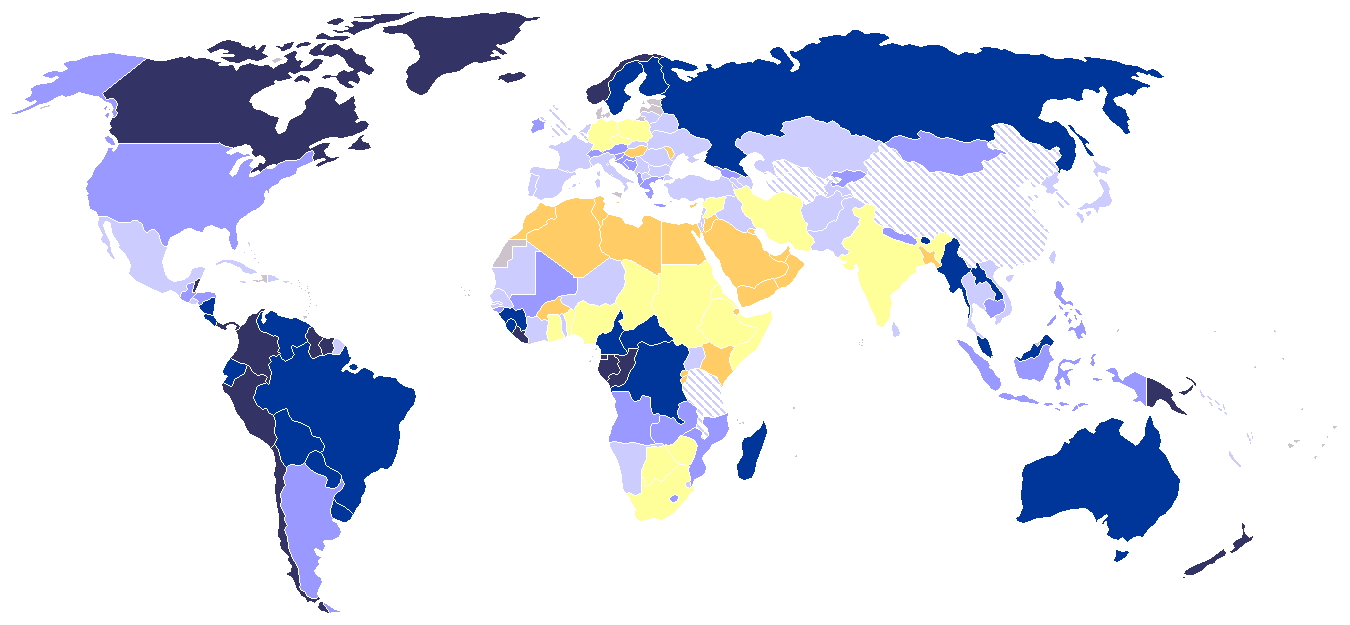
Disponibilité en eau douce, m³ par personne et par an du début des années 2000
de 50 000 à 605 000 m³.
de 15 000 à 50 000 m³.
de 5 000 à 15 000 m³.
de 2 500 à 5 000 m³.
de 1 700 à 2 500 m³ - vulnérabilité.
de 1 000 à 1 700 m³ - stress hydrique.
de 0 à 1 000 m³ - état de pénurie

Sur Terre, 97 % de l'eau de surface est salée ; les 3 % restants constituent les réserves d'eau douce de la planète. L'eau douce se répartit de la manière suivante : 2/3 d'eau douce sous forme de glace et 1/3 sous forme liquide.
La demande en eau douce ou en eau potable mondiale dépasse bien souvent les ressources en eau et certaines parties du globe se trouvent en situation de stress hydrique
La production d'eau potable est devenue une préoccupation majeure. 
Quand les réserves en eau douce ou en eau potable ne suffisent plus, on fait alors appel à des techniques de filtration et d'épuration couteuses et très consommatrices d'énergie, que ce soit pour le traitement de l'eau douce ou de l'eau de mer (dessalement...)
La recherche s'intensifie et des initiatives insolites et originales naissent telles le remorquage des icebergs. Projet visionnaire ou utopie mégalomane, le projet a en tout cas le mérite de captiver plus d'un chercheur, plus d'un scientifique ou de plus d'un aventurier.

## Aller puiser dans les réserves de glace
Les deux-tiers de l'eau douce de la planète sont gelés dans les calottes glaciaires, comme celles de l'Antarctique ou du Groenland ainsi que dans les glaciers.
Un iceberg de 30 millions de tonnes pourrait fournir 30 milliards de litres d’eau, soit l’équivalent de la consommation annuelle d’une ville de 555 000 habitants.

### Disponibilité en icebergs pour le Groenland
Autour du Groenland il se détache tous les ans pas moins de 40000 icebergs qui pèsent de 180 000 t à 30 millions de tonnes
350 milliards de tonnes de glace se détachent ainsi du Groenland et disparaissent dans l'eau salée de l'océan.

### Disponibilité en icebergs dans l’Antarctique
En Antarctique, les sites les plus appropriés pour aller chercher des icebergs seraient la barrière de Ross ainsi que la barrière d'Amery qui pourraient fournir respectivement l'Australie et le désert d'Atacama au Chili,

## Projets de remorquage d’icebergs
Si cette manne en eau semble à certains inaccessible, d'autres ont imaginé qu'il serait possible de tracter les Icebergs vers les endroits de la terre où le besoin en eau potable se fait le plus sentir.
L’idée d’exploiter les icebergs pour produire de l’eau douce n’est pas nouvelle,.
Ni de les remorquer d'ailleurs : les compagnies pétrolières sont régulièrement amenées à tracter sur de courtes distances, les icebergs qui menacent les installations pétrolières.

## L'initiative de Georges Mougin
L'ingénieur Georges Mougin, un ami proche de l'explorateur polaire français Paul-Émile Victor, travaille depuis plus de 40 ans sur l'idée de convoyer un iceberg de l'Antarctique vers le sud de l'Europe.
L'aventure démarre dans les années 1970, lorsque le prince saoudien Mohamed Al-Fayçal, inquiet des carences en eau douce dans son pays, contacte Georges Mougin pour lui faire part de son rêve : remorquer par voie maritime un iceberg géant pour s'en servir de réservoir naturel d'eau douce. À l'occasion, en 1976, une entreprise est même fondée, Iceberg Transport International, qui est chargée d'étudier la faisabilité de ce projet.  En 1977, les deux hommes organisent le premier congrès international sur l’utilisation des icebergs, qui réunit des ingénieurs, des scientifiques et des militaires. Malheureusement, l'entreprise se heurte à des problèmes techniques et financiers et est abandonnée. Depuis 2003, compte tenu de la création de services de prévisions océaniques, et de la disponibilité des moyens maritimes développés pour l'offshore pétrolier, Georges Mougin s'efforce de réactiver ce projet d’exploitation d'icebergs.

### L'expertise de Dassault Systèmes
Georges Mougin contacte l'entreprise Dassault Systèmes, éditeur de logiciels CAO. Dans le cadre de son programme de mécénat, Dassault Systèmes met à disposition de Georges Mougin ses outils de modélisation 3D et simulation 3D pour tester le transfert de l'Iceberg. Entre autres problématique l'étude s'intéresse aux aspects suivants:
- La manière dont va fondre l'iceberg sur le trajet. Une simulation hydraulique délivre une carte des échanges thermiques entre l'iceberg et son environnement en fonction de la vitesse des courants marins, des vents, et de la houle.
- Une simulation thermique réalisée avec le logiciel SIMULIA détermine de quelle manière l'iceberg va fondre (très généralement, plus la surface de contact avec l’eau est grande et plus rapide sera la fonte. La partie émergée est peu sensible au rayonnement solaire, grâce au pouvoir fortement réflectif du blanc immaculé de la glace (albédo) et vérifie qu'un système de protection du genre jupe textile synthétique, diminue bien la fonte de la glace.
- Les données météorologiques et océanographiques, les lois de fonte, la dérive de l'iceberg, sous l’effet des différentes forces naturelles (vents, courants, houle…), la force de traction exercée par le remorqueur et la consommation de mazout engendrée, les phénomènes de trainée d’air et d’eau avec l’iceberg et le bateau, la rotation de la terre (force de Coriolis) sont injectées dans le logiciel Dymola (en) et fournissent une simulation jour après jour de la transhumance de l'iceberg.

### Vers une expérience concrète
Simulée sur ordinateur en 3 D par les ingénieurs de Dassault Systèmes, avec une anticipation des différents problématiques de courants et des variations inévitables de conditions climatiques, la modélisation du convoyage a été un succès.
Ciblage, simulations, contraintes et choix de route maritime
Pour pouvoir se lancer dans cette aventure, il est nécessaire de trouver un iceberg avec certaines caractéristiques comme la stabilité afin qu'il ne se retourne pas ou ne se disloque pas lors du voyage. Un iceberg de type tabulaire, c'est-à-dire plat sur le dessus et long, paraît être le plus adapté, sa grande taille lui donnant de la stabilité et limitant les risques de retournement. Outre la difficulté qu'est le remorquage de l'iceberg en lui-même il y a aussi le problème lié à sa fonte et aux risques de collision avec un autre iceberg ou avec des navires. Il faut également choisir sa route en fonction des courants, des vents, des vagues pour tracter dans les meilleures conditions les plusieurs millions de tonnes que représente sa masse. L'idée est donc de se servir, comme modélisé précédemment, des forces naturelles pour faciliter le transport et limiter la pollution ainsi que le coût énergétique lié au convoyage.
Partant d'un iceberg tabulaire de 7 millions de tonnes, un seul remorqueur avec une force de traction de 130 tonnes serait nécessaire. La vitesse moyenne estimée de remorquage est de l'ordre de 1,5 km/h, soit une durée approximative de transport de 141 jours. On parle de dérive assistée, qui vise à s’adapter aux conditions de « dérive naturelle » du convoi. A l’arrivée, l'iceberg aurait perdu 38 % de sa masse. 
Le projet doit aussi prendre en compte la durée de voyage du (ou des) remorqueur(s) pour se rendre sur le site de capture de l'iceberg, la recherche de conditions météorologiques arctiques favorables à cette expédition et l'affrètement des navires.
Aspects techniques du projet
L'iceberg serait protégé par un voile de protection (géotextile de type Bidim) que l'on utilise aussi sur les  glaciers notamment en Autriche, pour éviter leur fonte. Ce matériau vient s'insérer au plus près de la glace, laissant une mince pellicule d'eau plus fraîche que l'eau de l'océan, qui sert de réfrigérant. Une ceinture flottante encerclerait l’iceberg sur une hauteur de douze mètres (six mètres en surface et six mètres sous l’eau) pour le protéger de l’érosion.
À l'aide de deux remorqueurs évoluant de chaque côté de l'iceberg, on placerait un filet de capture. Le filet et sa capture seraient ensuite tractés par un remorqueur puissant. Cette procédure est délicate, car elle nécessite une approche au près de l'iceberg, avec les risques inhérents à une exposition aux ruptures brutales de la glace, sous l'effet de la fonte, et submersions partielles, qui provoquent elles-mêmes des pressions de dislocation,.
Basé sur l'utilisation de la dérive naturelle dans les océans (force des courants marins), ce projet innovant, pour diminuer sa consommation de carburant, utilise aussi l'énergie du vent avec une voile de tractage de type delta amarrée à une élingue. La longueur modulable de l'élingue permet d'aller chercher en altitude au-dessus de l'océan des vents plus favorables à tracter une masse importante. Ce système de voile géante de tractage, créé, développé et expérimenté par la société allemande SkySails à destination de la marine marchande a été récompensé du prix Environmental technology of the year 2011. Suivant les situations et les contextes notamment climatiques, des réductions de consommation de carburant de l'ordre de 10 à 35% ont couramment été observées. La conséquence directe est un impact environnemental moindre des rejets de CO2. 
Résultat escompté
Le résultat estimé après fonte, de l'apport d'eau douce potentiel pour les îles Canaries est de l'ordre de 4 millions de tonnes. 4 000 tonnes de fioul seraient nécessaires à la réalisation de cet ouvrage.
Mise en œuvre de l'expérimentation
Cette collaboration des différentes parties prenantes en présence devrait déboucher courant 2013 / 2014, sur la recherche d'une situation adaptée permettant de mettre en œuvre cette première expérience concrète : le transport d'un iceberg de 7 millions de tonnes depuis Terre-Neuve jusqu'aux îles Canaries.
Précédemment déjà annoncée pour 2012, elle semble visiblement avoir fait l'objet d'un report pour des raisons non communiquées.

### Associés au projet
Sont associés au projet :
- François Mauviel : ingénieur en génie océanique.
- Pr. Olav Orheim (no): Glaciologue, directeur de l'Institut Polaire Norvégien.
- Pr. Peter Wadhams : Professeur de Physique des Océans, Directeur du Groupe de Physique des Océans Polaires dans le département de Mathématiques Appliquées et Physique Théorique, Université de Cambridge.
- Bruno Voituriez : Océanographe et ancien Directeur Associé de IRD Research
- Tina Jensen : Responsable de section et chef de projet « Ice Water » au Groenland